# Aeropuerto de Ivujivik
El Aeropuerto de  Ivujivik (del inglés: Ivujivik Airport) (IATA: YIK, OACI: CYIK) está ubicado en la costa de la bahía de Hudson en Ivujivik, Quebec, Canadá.

## Aerolíneas y destinos
- Air Inuit
  - Akulivik / Aeropuerto de Akulivik
  - Salluit / Aeropuerto de Salluit